# 100047 Leobaeck
Leobaeck (asteroide 100047) é um asteroide da cintura principal, a 1,9249461 UA. Possui uma excentricidade de 0,2051155 e um período orbital de 1 376,46 dias (3,77 anos).
Leobaeck tem uma velocidade orbital média de 19,13971477 km/s e uma inclinação de 1,75723º.
Este asteroide foi descoberto em 2 de Outubro de 1991 por F. Boerngen, Lutz Schmadel.